# Artem Suchanov
Artem Romanovič Suchanov (in russo Артем Романович Суханов?; Vologda, 29 maggio 2001) è un calciatore russo, difensore del KAMAZ in prestito dall'Arsenal Tula.

## Carriera
Cresciuto nel settore giovanile dell'Arsenal Tula, debutta in prima squadra il 15 agosto 2021 in occasione dell'incontro di Prem'er-Liga perso 3-2 contro il Krasnodar.

## Statistiche

### Presenze e reti nei club
Statistiche aggiornate al 2 ottobre 2021.
| Stagione        | Squadra         | Campionato      | Campionato | Campionato | Coppe nazionali | Coppe nazionali | Coppe nazionali | Coppe continentali | Coppe continentali | Coppe continentali | Altre coppe | Altre coppe | Altre coppe | Totale | Totale |
| Stagione        | Squadra         | Comp            | Pres       | Reti       | Comp            | Pres            | Reti            | Comp               | Pres               | Reti               | Comp        | Pres        | Reti        | Pres   | Reti   |
| --------------- | --------------- | --------------- | ---------- | ---------- | --------------- | --------------- | --------------- | ------------------ | ------------------ | ------------------ | ----------- | ----------- | ----------- | ------ | ------ |
| 2021-2022       | Arsenal-2 Tula  | 2D              | 3          | 1          |                 | -               | -               |                    | -                  | -                  |             | -           | -           | 3      | 1      |
| 2021-2022       | Arsenal Tula    | PL              | 4          | 0          | CR              | 1               | 0               |                    | -                  | -                  |             | -           | -           | 5      | 0      |
| Totale carriera | Totale carriera | Totale carriera | 7          | 1          |                 | 1               | 0               |                    | -                  | -                  |             | -           | -           | 8      | 1      |